# 배수문 (경기도의원)
배수문(裵秀紋, 1965년 8월 16일~)은 대한민국의 대학 교수 출신의 정치인이다. 2009년 1월 13일 당시 민주당에 첫 입당한 그는, 이듬해 2010년 6월 2일 지선에서 첫 당선되어, 전직 3선 경기도의회 제8·9·10대 도의원(2010년 7월~2022년 6월)을 지냈다.

## 학력
- 경원(가천)대학교 자연과학대학 학사(1992년 2월)
- 성결대학교 사회복지대학원 사회과학 석사(1997년 2월)
- 강남대학교 사회복지전문대학원 사회과학 박사(2002년 2월)

## 경력
- 경기도 과천시 노인복지관 부장
- 경기도 노인복지관 협회 사무국 국장
- 성결대학교 사회복지학과 외래교수
- 2010.07 ~ 2014.06: 제8대 경기도의회 의원
- 2014.07 ~ 2018.06: 제9대 경기도의회 의원
- 2018.07 ~ 2022.06: 제10대 경기도의회 의원

## 역대 선거 결과
|  | 47.02% |

|  | 52% |

|  | 61.3% |